# One More Night (bài hát của Maroon 5)
"One More Night" là một bài hát của ban nhạc rock Mỹ Maroon 5 nằm trong album phòng thu thứ tư của họ, Overexposed (2012). Nó được phát hành vào ngày 19 tháng 6 năm 2012 như là đĩa đơn thứ hai trích từ album bởi A&M Octone Records. Bài hát được viết lời bởi giọng ca chính của nhóm Adam Levine với Savan Kotecha cũng như những nhà sản xuất của nó Max Martin và Shellback, đồng thời là những cộng tác viên quen thuộc trong sự nghiệp của họ. Đây là một bản pop rock kết hợp với những yếu tố từ raggae mang nội dung đề cập đến việc không hòa hợp với ai đó và người đàn ông thể hiện mong ước được bên cạnh cô gái "một đêm nữa", và được xây dựng trên ý tưởng rằng trái tim, tâm trí và cơ thể thường muốn những điều đối lập, đã thu hút nhiều sự so sánh với đĩa đơn năm 1980 của The Police "The Bed's Too Big Without You". Một phiên bản phối lại chính thức của "One More Night" cũng được phát hành vào ngày 1 tháng 12 năm 2012, với sự tham gia góp giọng từ rapper người Mexico Ezequielized Odyssey.
Sau khi phát hành, "One More Night" nhận được những phản ứng trái chiều từ các nhà phê bình âm nhạc, trong đó họ đánh giá cao giai điệu mang âm hưởng raegae, giọng hát của Levine và gọi đây là "một bản nhạc mùa hè hấp dẫn", mặc dù vấp phải một số chỉ trích bởi giai điệu thiếu quyết đoán của nó. Tuy nhiên, bài hát đã gặt hái nhiều giải thưởng và đề cử tại những lễ trao giải lớn, bao gồm ba đề cử tại giải thưởng âm nhạc Billboard năm 2013 cho Top Bài hát Hot 100, Top Bài hát Radio và Top Bài hát Pop. "One More Night" cũng tiếp nhận những thành công vượt trội về mặt thương mại, đứng đầu bảng xếp hạng ở New Zealand và lọt vào top 10 ở nhiều thị trường nó xuất hiện, bao gồm vươn đến top 5 ở những thị trường lớn như Úc, Canada, Phần Lan, Ba Lan và Thụy Điển. Tại Hoa Kỳ, bài hát đạt vị trí số một trên bảng xếp hạng Billboard Hot 100 trong chín tuần liên tiếp, trở thành đĩa đơn quán quân thứ ba của Maroon 5 cũng như tiêu thụ được hơn 4.6 triệu bản tại đây. Tính đến nay, nó đã bán được hơn 10.4 triệu bản trên toàn cầu, trở thành đĩa đơn bán chạy thứ tám của năm 2012 cũng như một trong những đĩa đơn bán chạy nhất mọi thời đại.
Video ca nhạc cho "One More Night" được đạo diễn bởi Peter Berg, trong đó Levine hóa thân thành một vận động viên quyền anh đang làm việc để hỗ trợ tài chính cho người bạn gái (do Minka Kelly thủ vai) và con gái. Khi anh bỏ nhiều thời gian để tập luyện cho một trận đấu lớn và ít quan tâm đến gia đình, dẫn đến việc người bạn gái phải đưa con rời khỏi nhà sau đó. Nó đã nhận được nhiều ý kiến ủng hộ từ giới phê bình bởi nội dung cảm xúc và gọi đây là phép ẩn dụ cho những khó khăn Levine phải đối mặt với cuộc sống cá nhân của bản thân, cũng như gặt hái một đề cử tại giải thưởng Âm nhạc Thế giới năm 2014 ở hạng mục Video xuất sắc nhất thế giới. Để quảng bá bài hát, Maroon 5 đã trình diễn nó trên nhiều chương trình truyền hình và lễ trao giải lớn, bao gồm Late Show with David Letterman, Saturday Night Live và Today, cũng như trong nhiều chuyến lưu diễn của họ. Kể từ khi phát hành, "One More Night" đã được hát lại và sử dụng làm nhạc mẫu bởi một số nghệ sĩ, như Boyce Avenue và Sam Tsui, cũng như xuất hiện trong nhiều tác phẩm điện ảnh và truyền hình, như Arrow, Girls và Pitch Perfect 3.

## Danh sách bài hát
- Đĩa CD tại Anh quốc[3]

1. "One More Night" – 3:38
2. "One More Night" (không lời) – 3:38

- EP phối lại[4]

1. "One More Night" (LVLF phối lại) – 5:01
2. "One More Night" (Com Truise phối lại) – 5:21
3. "One More Night" (Benji Boko phối lại) – 3:55
4. "One More Night" (Seamus Haji phối lại) – 6:00

## Thành phần thực hiện
Thành phần thực hiện được trích từ ghi chú của Overexposed, A&M Octone Records.
Thu âm và phối khí
- Thu âm tại MXM Studios, (Stockholm, Thụy Điển) và Conway Recording Studio (Los Angeles, California).
- Phối khí tại MixStar Studios ở Virginia Beach, Virginia.

Thành phần
- Viết lời - Adam Levine, Shellback, Max Martin, Savan Kotecha
- Sản xuất - Max Martin, Shellback
- Phối khí - Serban Ghenea
- Kỹ sư - John Hanes
- Kỹ sư phối khí - Eric Eylands
- Hỗ trợ kỹ sư phối khí - Phil Seaford
- Lập trình, guitar, bass, đàn phím – Shellback
- Thu âm - Noah "Mailbox" Passovoy, Max Martin
- Hỗ trợ thu âm - Sam Holland Såklart

## Xếp hạng
| Bảng xếp hạng (2012-13)                    | Vị trí cao nhất |
| ------------------------------------------ | --------------- |
| Úc (ARIA)                                  | 2               |
| Áo (Ö3 Austria Top 40)                     | 8               |
| Bỉ (Ultratop 50 Flanders)                  | 16              |
| Bỉ (Ultratop 50 Wallonia)                  | 15              |
| Brazil (ABPD)                              | 3               |
| Canada (Canadian Hot 100)                  | 2               |
| Cộng hòa Séc (Rádio Top 100)               | 2               |
| Đan Mạch (Tracklisten)                     | 8               |
| Châu Âu (Euro Digital Songs)               | 4               |
| Phần Lan (Suomen virallinen lista)         | 2               |
| Pháp (SNEP)                                | 9               |
| Đức (Official German Charts)               | 17              |
| Hy Lạp (IFPI)                              | 2               |
| Hungary (Rádiós Top 40)                    | 8               |
| Ireland (IRMA)                             | 16              |
| Israel (Media Forest)                      | 3               |
| Ý (FIMI)                                   | 13              |
| Nhật Bản (Japan Hot 100)                   | 47              |
| Hà Lan (Dutch Top 40)                      | 15              |
| Hà Lan (Single Top 100)                    | 23              |
| New Zealand (Recorded Music NZ)            | 1               |
| Na Uy (VG-lista)                           | 7               |
| Ba Lan (Polish Airplay Top 5)              | 5               |
| Scotland (OCC)                             | 7               |
| Slovakia (Rádio Top 100)                   | 49              |
| Hàn Quốc (Gaon International Singles)      | 1               |
| Tây Ban Nha (PROMUSICAE)                   | 25              |
| Thụy Điển (Sverigetopplistan)              | 5               |
| Thụy Sĩ (Schweizer Hitparade)              | 11              |
| Anh Quốc (OCC)                             | 8               |
| Hoa Kỳ Billboard Hot 100                   | 1               |
| Hoa Kỳ Adult Contemporary (Billboard)      | 2               |
| Hoa Kỳ Adult Pop Airplay (Billboard)       | 1               |
| Hoa Kỳ Pop Airplay (Billboard)             | 1               |
| Hoa Kỳ Rhythmic (Billboard)                | 11              |
| Venezuela Pop Rock General (Record Report) | 4               |

| Bảng xếp hạng (2012)                     | Vị trí |
| ---------------------------------------- | ------ |
| Australia (ARIA)                         | 18     |
| Belgium (Ultratop 50 Wallonia)           | 100    |
| Canada (Canadian Hot 100)                | 25     |
| France (SNEP)                            | 86     |
| Hungary (Rádiós Top 40)                  | 67     |
| Israel (Media Forest)                    | 38     |
| Italy (FIMI)                             | 53     |
| Netherlands (Dutch Top 40)               | 52     |
| Netherlands (Single Top 100)             | 77     |
| New Zealand (Recorded Music NZ)          | 12     |
| South Korea (Gaon)                       | 96     |
| South Korea (Gaon International Singles) | 4      |
| Sweden (Sverigetopplistan)               | 56     |
| Switzerland (Schweizer Hitparade)        | 15     |
| UK Singles (Official Charts Company)     | 72     |
| US Billboard Hot 100                     | 18     |
| US Adult Top 40 (Billboard)              | 29     |
| US Pop Songs (Billboard)                 | 20     |
| Worldwide (IFPI)                         | 8      |
| Bảng xếp hạng (2013)                     | Vị trí |
| Canada (Canadian Hot 100)                | 40     |
| South Korea (Gaon International Singles) | 17     |
| US Billboard Hot 100                     | 38     |
| US Adult Contemporary (Billboard)        | 19     |
| US Adult Top 40 (Billboard)              | 31     |
| US Pop Songs (Billboard)                 | 43     |

| Bảng xếp hạng            | Vị trí |
| ------------------------ | ------ |
| US Billboard Hot 100     | 110    |
| US Pop Songs (Billboard) | 11     |

## Chứng nhận
| Quốc gia | Chứng nhận    | Số đơn vị/doanh số chứng nhận |
| --- | ------------- | ----------------------------- |
| Úc (ARIA) | 5× Bạch kim   | 350.000^                      |
| Canada (Music Canada) | 6× Bạch kim   | 480.000*                      |
| Đan Mạch (IFPI Đan Mạch) Nhạc số | Vàng          | 15.000^                       |
| Đan Mạch (IFPI Đan Mạch) Streaming | 2× Bạch kim   | 3.600.000^                    |
| Đức (BVMI) | Vàng          | 250.000‡                      |
| Ý (FIMI) | Bạch kim      | 30.000*                       |
| México (AMPROFON) | Bạch kim+Vàng | 90.000*                       |
| New Zealand (RMNZ) | 2× Bạch kim   | 30.000*                       |
| Hàn Quốc (Gaon Chart) | —             | 2,086,680                     |
| Thụy Điển (GLF) | 2× Bạch kim   | 40.000‡                       |
| Thụy Sĩ (IFPI) | Vàng          | 15.000^                       |
| Anh Quốc (BPI) | Bạch kim      | 600.000‡                      |
| Hoa Kỳ (RIAA) | 6× Bạch kim   | 6.000.000‡                    |
| * Chứng nhận dựa theo doanh số tiêu thụ. ^ Chứng nhận dựa theo doanh số nhập hàng. ‡ Chứng nhận dựa theo doanh số tiêu thụ và phát trực tuyến. |               |                               |

## Lịch sử phát hành
| Quốc gia       | Ngày                 | Định dạng              |
| -------------- | -------------------- | ---------------------- |
| Hoa Kỳ         | 19 tháng 6 năm 2012  | Tải kĩ thuật số        |
| Hoa Kỳ         | 17 tháng 7 năm 2012  | Contemporary hit radio |
| Đức            | 21 tháng 9 năm 2012  | CD                     |
| Vương quốc Anh | 28 tháng 10 năm 2012 | EP phối lại nhạc số    |